# Associació d'Universitats Europees
L'Associació Universitària Europea o Associació Europea d'Universitats, en anglès European University Association (EUA) és l'associació més gran d'universitats europees. L'EUA disposa de prop de 850 membres de 47 països de l'Espai Europeu d'Educació Superior. Es troba a Brussel·les.
L'EUA va aparèixer el març de 2001 per l'Associació d'Universitats Europees i la Confederació de Rectors de la Unió Europea. Amb la modificació dels seus estatuts el març de 2008, les universitats amb un grau de doctorat de recerca intensiva també es poden admetre a l'Associació Universitària Europea.
Les seves principals activitats són:
- Influència en el procés de Bolonya. L'EEA és membre oficial del Grup de Seguiment de Bolonya (BFUG)
- Organització de conferències, tallers i seminaris.

El seu president entre 2023 i 2027 és el català Josep Maria Garrell Guiu.